# Vraiville
Vraiville is een gemeente in het Franse departement Eure (regio Normandië) en telt 477 inwoners (1999). De plaats maakt deel uit van het arrondissement Bernay.

## Geografie
De oppervlakte van Vraiville bedraagt 6,8 km², de bevolkingsdichtheid is 70,1 inwoners per km².
De onderstaande kaart toont de ligging van Vraiville met de belangrijkste infrastructuur en aangrenzende gemeenten.

## Demografie
Onderstaande figuur toont het verloop van het inwonertal (bron: INSEE-tellingen).